# Koppány Zoltán
Koppány Zoltán (1966. április 28. –) magyar színész. 

## Életpályája
1966-ban született. A Kaffka Margit Gimnáziumban érettségizett, ahol 1980-1984 között tanult. 1985-ben felvették a Színház- és Filmművészeti Főiskolára, Békés András osztályába, ahonnan másfél év után eltanácsolták. 1984-1987 között a Nemzeti Színházban játszott, majd 1987-től a Győri Nemzeti Színház tagja. Számos magyar filmben és sorozatban szerepelt.

## Fontosabb színházi szerepei
- Kszel Attila: Jókai - Frantz / Bohóc
- Kormos István - Vas Judit Gigi: A pincérfrakk utcai cicák - IX. Lajos, daxli
- Kszel Attila: Tűzön-vízen át - Üsta bácsi, Sár a nagyapja / Tarczy tanár úr
- Csiky Gergely: Buborékok - Gombos, ügyvéd
- Lehár Ferenc: A víg özvegy - Kromov
- Marc Norman - Tom Stoppard - Lee Hall: Szerelmes Shakespeare - Ralph/Dajka
- Szigligeti Ede: Liliomfi- Schnaps, fogadós Pestről
- Szilágyi Andor: Leánder és Lenszirom  - Vaknadály
- David Seidler: A király beszéde - Winston Churchill, brit politikus
- Carlo Goldoni: Két úr szolgája - Brighella, fogadós
- Agatha Christie: A vád tanúja - Mr. Clegg, laboráns
- Kszel Attila: Szemben a nappal - Kicsi Peppínó, római kapuőr, a Titkos Tanács tagja
- Presser-Sztevanovity-Horváth: A padlás - Robinson, a gép
- Schwajda György: Csoda - Kocsmáros
- Carroll-Erdeős-Szemenyei: Alice Csodaországban - Humpty Dumpty/Mormota
- Kszel Attila: A császár keze - Dr. Stillennacht
- Petőfi Sándor: A helység kalapácsa - Bíró
- Kosztolányi-Harag: Édes Anna - Druma Mózes, ügyvéd
- Beaumarchais: Figaro házassága - Belette, kecskepásztor
- László Miklós: Illatszertár - Rendőr
- Tasnádi István: Finito - Pacsik Ferenc
- Wildhorn-Knighton: A Vörös Pimpernel - A walesi herceg
- Bródy Sándor: A tanítónő - Postás
- Fenyő Miklós-Tasnádi István: Aranycsapat - Csapos
- Háy János: A Gézagyerek - Karesz
- Shakespeare: Hamlet - Második sírásó
- Bulgakov: Moliére, avagy álszentek összeesküvése - Marquis de Lessague, hamiskártyás
- Dobozy Imre-Korognai Károly: A tizedes meg a többiek - Dunyhás testvér
- Eisemann Mihály-Somogyi Gyula-Zágon István: Fekete Péter - Miskei, államtitkár, Benetti
- Ionesco: Rinocérosz - Papillon úr
- Kander- Ebb-Masteroff: Kabaré – Fritz
- Spiró György: Koccanás - Törzs

## Filmes és televíziós szerepei
- A három testőr Afrikában (1996) - Trafikos
- A rossz orvos (1996) - Pék
- Túl az életen (1997) - Vigo
- 6:3, avagy játsz újra Tutti (1999)
- Zsaruvér és csigavér: A királyné nyakéke (2001)
- Na, végre itt a nyár! (2002) - Rendőr
- Taxidermia (2006) - Miszlényi Béla
- Pánik (2008) - Zoltán, klinikai beteg
- Hacktion (2012) - Guru
- Asterix és Obelix: Isten óvja Britanniát (2012) - Fogadós
- Munkaügyek (2014)
- Kossuthkifli (2015) - Elepi Kőszál
- Magánterület (2015)
- Drága örökösök (2020) - Laci bácsi, hentes
- Árni (2023) - Stefán